# Niebieski szlak turystyczny Berezów – Suchedniów
 Niebieski szlak turystyczny Berezów – Suchedniów – szlak turystyczny na terenie Gór Świętokrzyskich.

## Przebieg szlaku
| Odległość | Atrakcje                                        | Punkt                       | Skrzyżowania szlaków                            |
| --------- | ----------------------------------------------- | --------------------------- | ----------------------------------------------- |
| 0,0 km    |                                                 | Berezów PKP                 |                                                 |
| 3,0 km    |                                                 | Michniów                    |                                                 |
| 5,5 km    | rezerwat roślinny · skały                       | rezerwat Kamień Michniowski | kapliczka Św. Barbary – góra Kamień Michniowski |
| 8,5 km    | źródło                                          | źródło Burzący Stok         |                                                 |
| 15,0 km   | kościół · kaplica · cmentarz · zabytek · pomnik | Suchedniów PKP              | Suchedniów – rezerwat Dalejów                   |

## Galeria

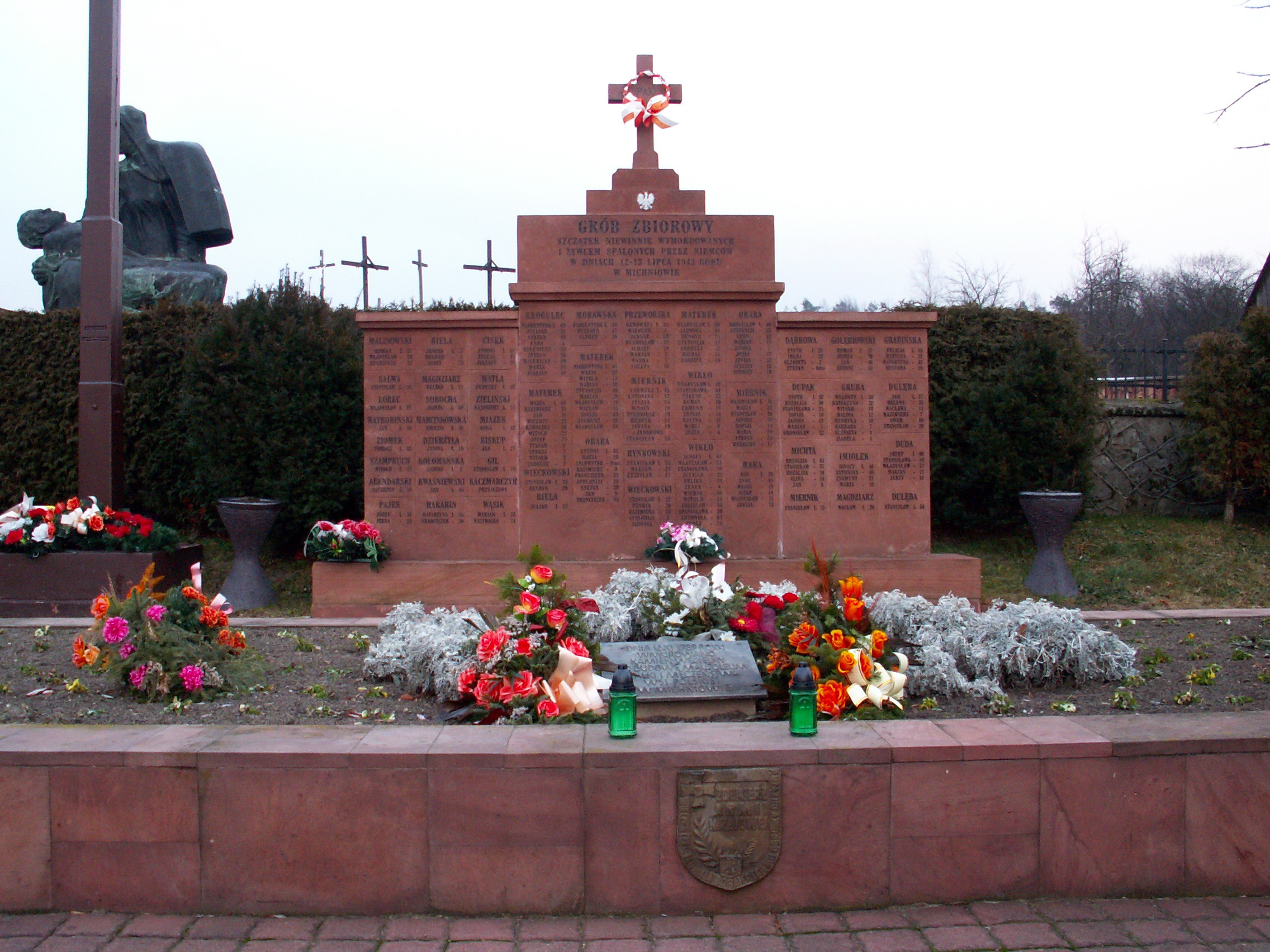
Muzeum Martyrologii Wsi Polskiej w Michniowie
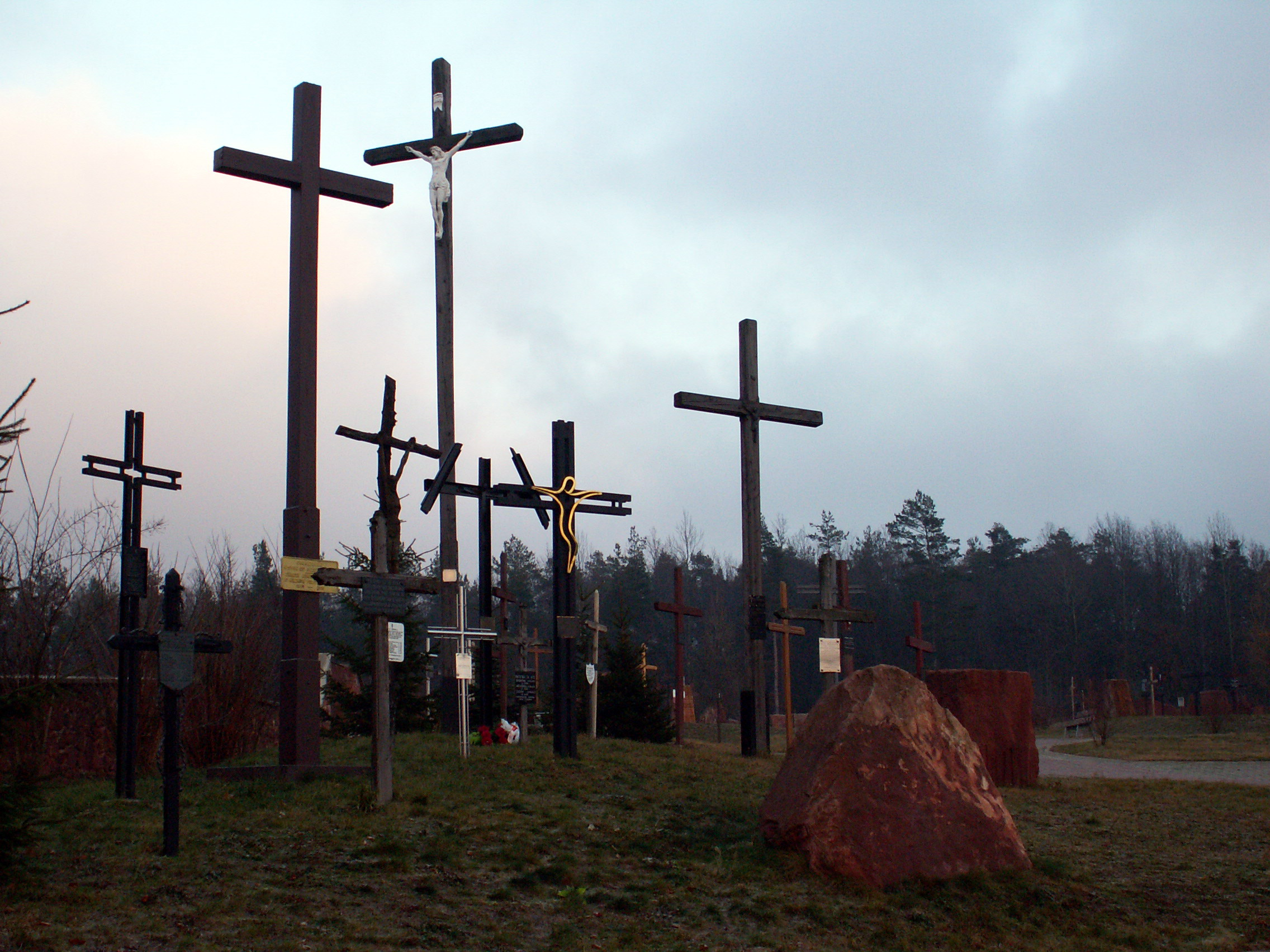
Muzeum Martyrologii Wsi Polskiej w Michniowie
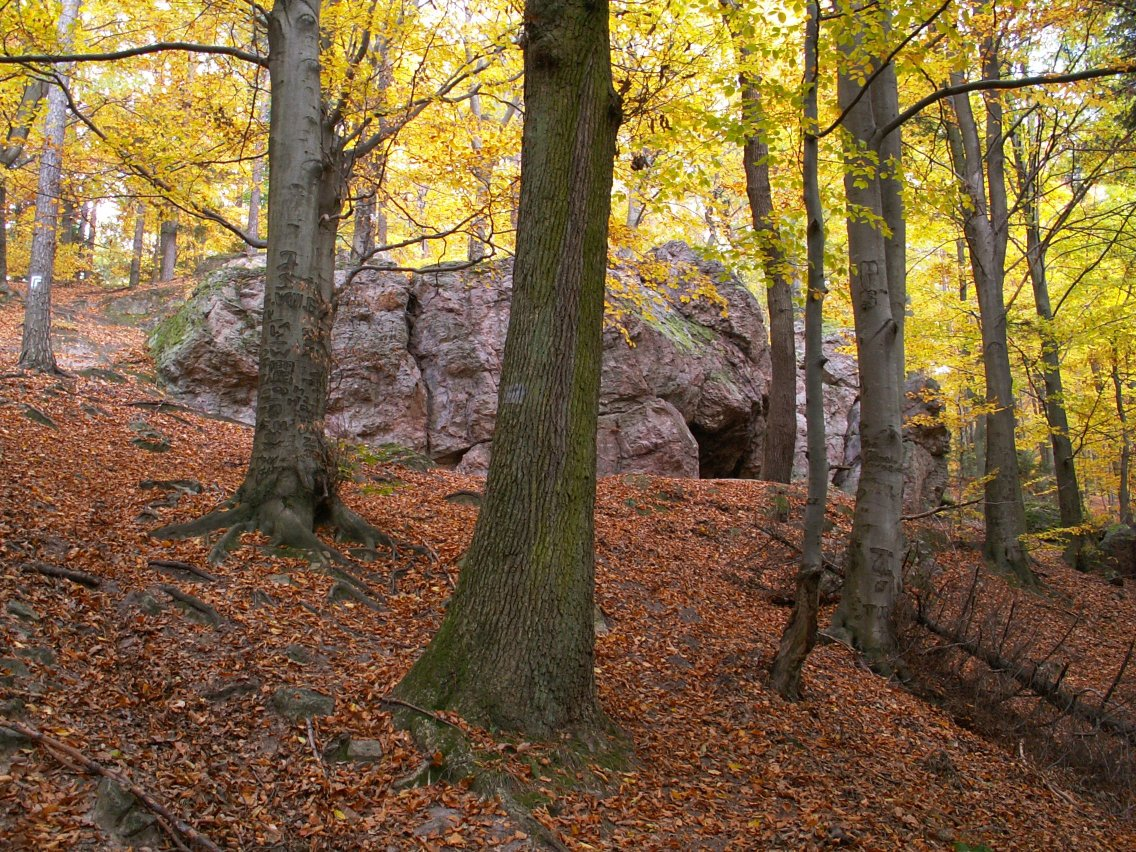
Rezerwat przyrody Kamień Michniowski
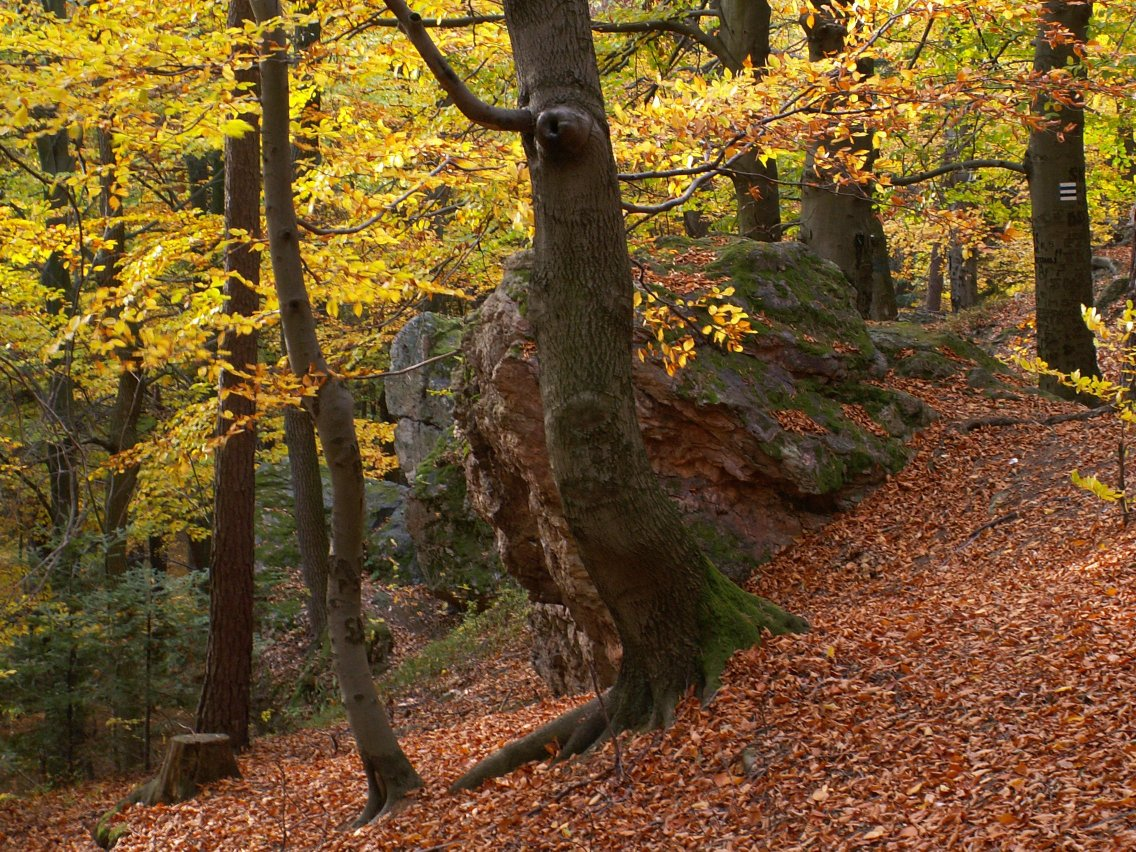
Rezerwat przyrody Kamień Michniowski